# Calotelea artus
Calotelea artus är en stekelart som beskrevs av Mikhail Vasilievich Kozlov och Kononova 1989. Calotelea artus ingår i släktet Calotelea och familjen Scelionidae. Inga underarter finns listade.